# Chalautre-la-Petite
Chalautre-la-Petite ist eine französische Gemeinde im Département Seine-et-Marne in der Île-de-France. Sie gehört zum Kanton Provins im gleichnamigen Arrondissement. Sie grenzt im Nordwesten an Poigny, im Norden an Provins, im Osten an Sourdun, im Süden an Soisy-Bouy und im Westen an Sainte-Colombe. Die Bewohner nennen sich Chalautriers. In Chalautre-la-Petite fließt ein Bach namens Ruisseau des Méances. Das um den Dorfkern liegende Gebiet ist teilweise bewaldet und wird größtenteils von der Landwirtschaft bestimmt.

## Bevölkerungsentwicklung
| Jahr                      | 1962 | 1968 | 1975 | 1982 | 1990 | 1999 | 2008 | 2014 |
| ------------------------- | ---- | ---- | ---- | ---- | ---- | ---- | ---- | ---- |
| Einwohner                 | 261  | 259  | 379  | 466  | 544  | 568  | 551  | 602  |
| Quelle: Cassini und INSEE |      |      |      |      |      |      |      |      |

## Sehenswürdigkeiten
Siehe auch: Liste der Monuments historiques in Chalautre-la-Petite
- Kirche Saint-Martin, erbaut im 12./13. Jahrhundert
- Lavoir (Waschhaus)
- Ehemalige Wassermühle
- Maison de l’Escargot, ein im 16. Jahrhundert erbautes Haus

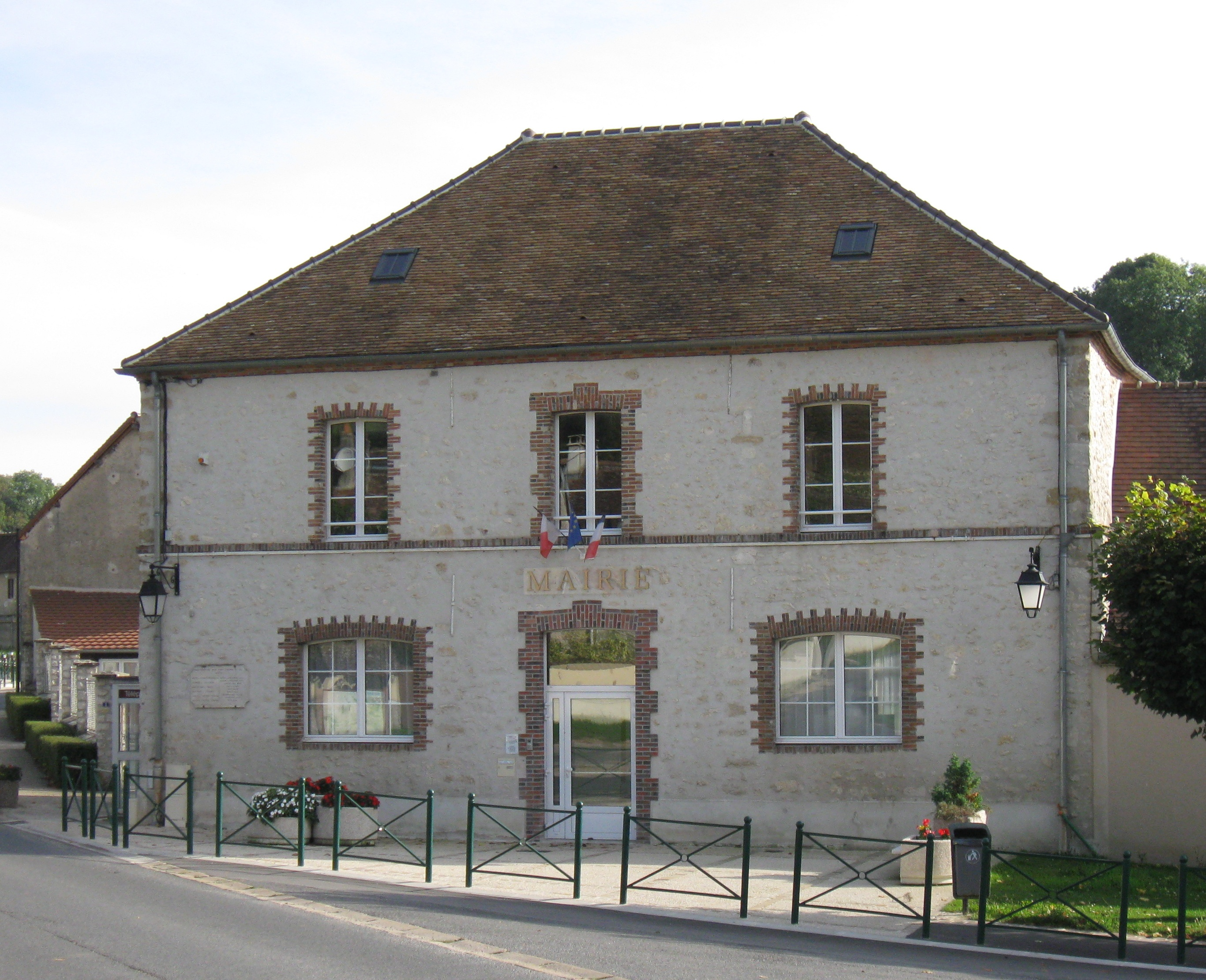
Mairie
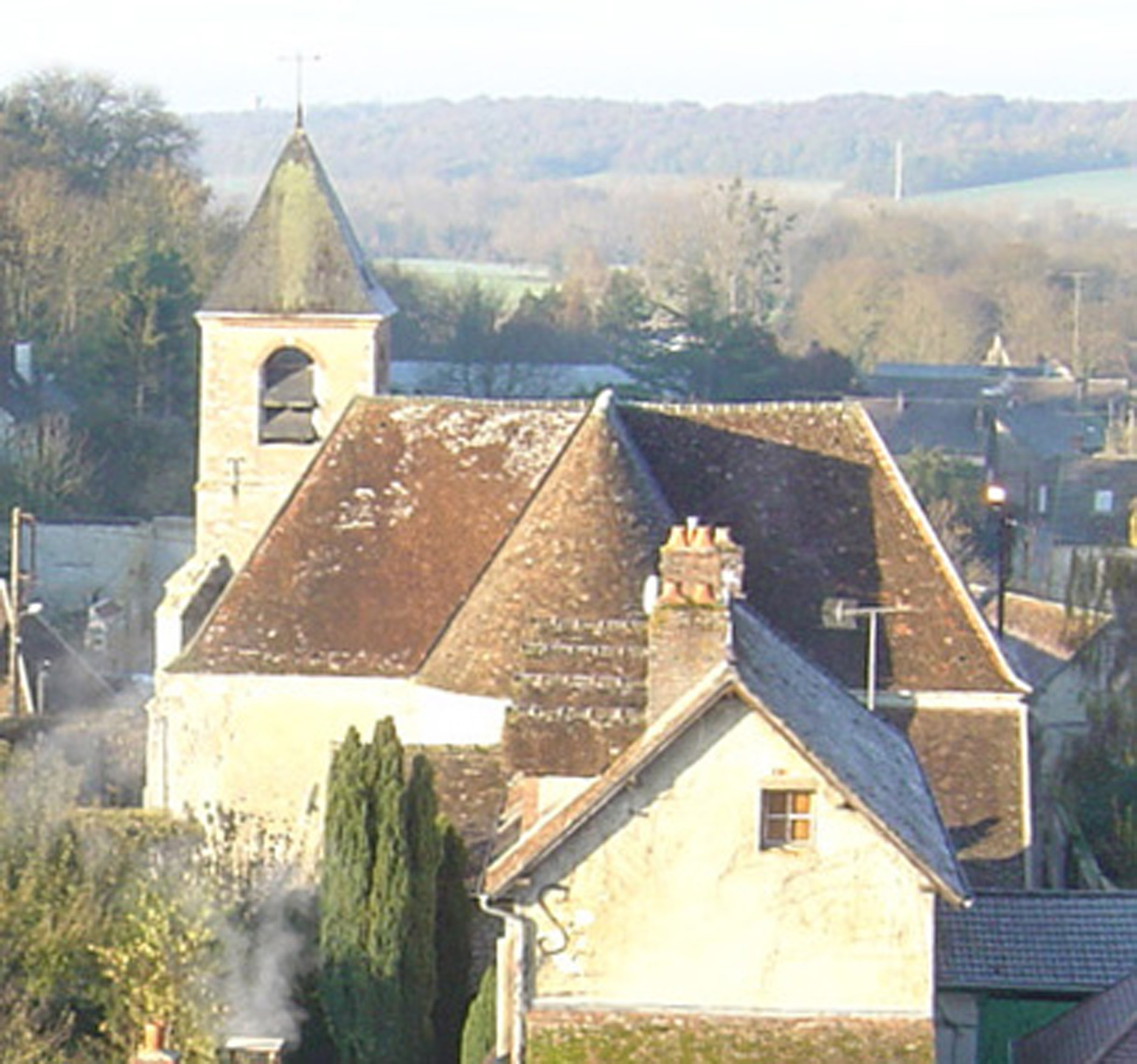
Kirche Saint-Martin
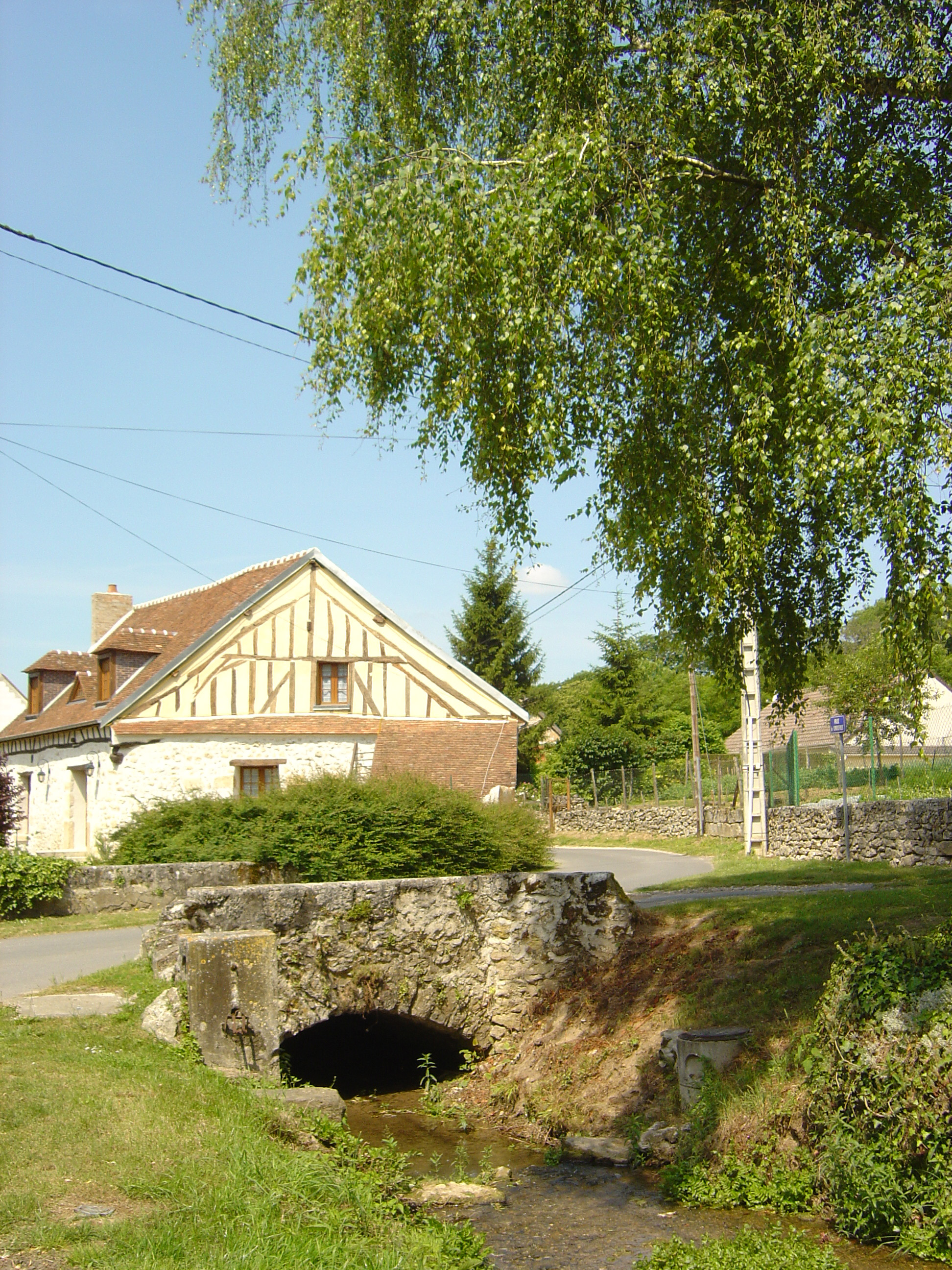
Haus der ehemaligen Wassermühle